# Umbellula hemigymna
Umbellula hemigymna är en korallart som beskrevs av Fedor Aleksandrovich Pasternak 1975. Umbellula hemigymna ingår i släktet Umbellula och familjen Umbellulidae. Inga underarter finns listade i Catalogue of Life.